# Георг II Мюнстербергский
Георг II Мюнстербергский (чеш. Jiří II. Minsterbersko-Olešnický, нем. Georg II von Münsterberg-Oels; 30 апреля 1512, Олесница — 13 января 1553, Олесница) — князь Зембицкий (1536—1542) и Олесницкий (1536—1553), титулярный граф Кладский.

## Биография
Представитель мюнстербергской линии чешской династии Подебрадов. Пятый (младший) сын Карла I, князя Олесницкого и Зембицкого (1476—1536), и его жены, Анны Жаганьской (ок. 1480—1541), дочери Иоганна II Безумного, князя Жаганьского.
После смерти Карла I в 1536 году Иоахим с младшими братьями Генрихом II, Иоганном и Георгом II получили в совместное владение Зембицкое и Олесницкое княжества в Силезии. Одним из их первых решений было предоставление 25 июня того же года городских прав Серебряной Горе, что было связано с развитием горнодобывающей промышленности в Судетах.
В отличие от своего отца, Георг II и его старшие братья отказались от католичества и приняли лютеранство. В 1537 году братья-соправители изгнали из Зембице католических священников, а на их место приняли лютеранского пастора.
В 1542 году из-за больших долгов князья-соправители Иоахим, Генрих II, Иоганн и Георг II продали Зембицкое княжество своему дяде, князю Бжегско-Легницкому Фридриху II за 70 тысяч флоринов. Одновременно они разделили оставшиеся отцовские владения. Генрих II получил во владение Берутув с округом, став самостоятельным князем. Старший из братьев, Иоахим Мюнстербергский, избрал церковную карьеру и стал князем-епископом Бранденбургским. Иоганн и Георг продолжили править в Олеснице. Георг и его братья продолжали использовать титул князя Зембицкого (герцога Мюнстербергского). Георг, вероятно, жил вместе со своим братом Иоганном в Олесницком замке.
40-летний Георг II Мюнстербергский скончался в Олеснице 13 января 1553 года. Он был похоронен в евангелической церкви Олесницкого замка (сегодня — католическая приходская церковь Святого Иоанна). В 1554 году на его могиле было установлено надгробие в стиле Ренессанса, созданное скульптором Иоганном Осле из Вюрцбурга. Это барельеф из песчаника, изображающий Георга в полном вооружении, стоящего на льве.

## Брак
Князь олесницкий Георг II Мюнстербергский был женат на Елизавете (Элишке) Костке из Поступиц (чеш. Eliška Kostková z Postupic), от брака с которой детей не имел.